# Petsamo (ort)

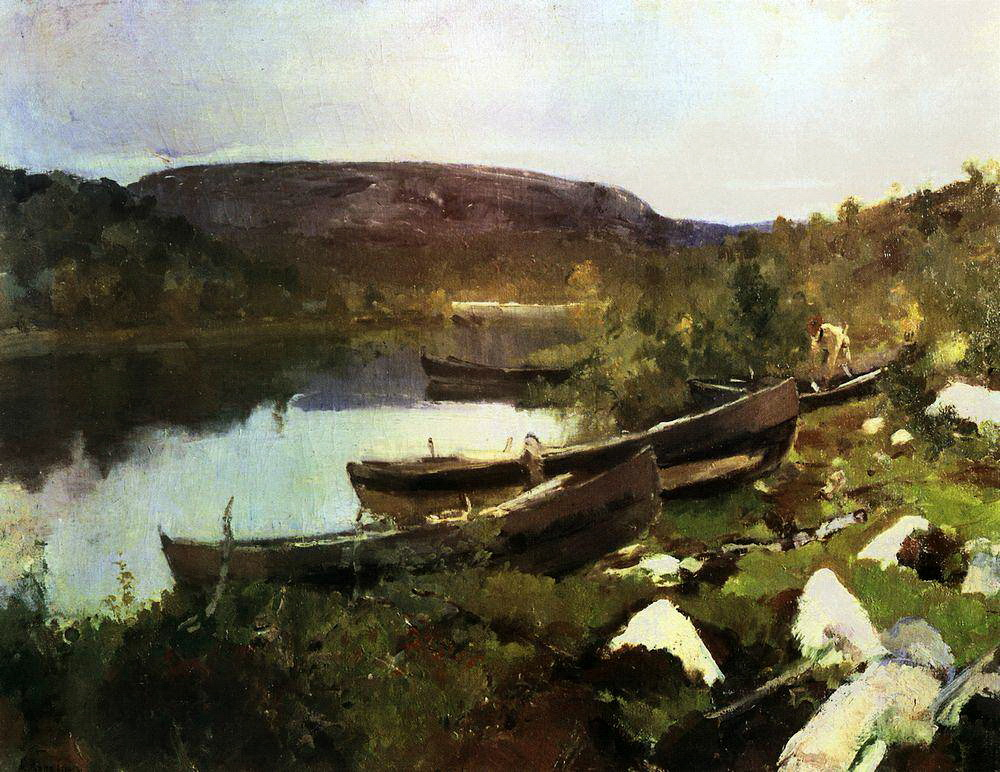
Fiskebåtar vid Petsamofjorden, tillhörande Petsamo kloster. Målning av Konstantin Korovin, 1894

Petsamo (ryska: Печенга, Petjenga, finska: Parkkina) är en ort i Petjenga-distriktet i Murmansk oblast i Ryssland. Den ligger vid Petsamoälvens utlopp i Petsamofjorden vid Barents hav.
Historiskt bodde skoltsamer i Petsamoområdet. Trifon den helige grundade 1553 Petsamo kloster vid Petsamoälven en bit söderut om nuvarande orten Petsamo. Det ryska inflytandet i området ökade från 1700-talet. Gränsen mellan Norge och Ryssland söder om kustlinjen fastställdes i ett gränsavtal 1826. Petsamofjorden var från mitten av 1800-talet en bas under sommarmånaderna för ryska säsongsfiskare utanför kusten i Vita havet. Petsamo fick en permanent befolkning av folk som talade finsk-ugriska språk på 1870-talet, då svält gjorde att folk från Vita Karelen och Komi flyttade till Ishavskusten. 
Orten Petsamos första fasta bosättare kom från Vita Karelen och Komi. Under de sista decennierna av 1800-talet bosatte sig också många ryska nybyggare i trakten. År 1897 fanns 58, huvudsakligen karelska, invånare. År 1917–18 hade orten 20 hus och omkring 100 invånare, varav 60 karelare och 40 ryssar. År 1929 fanns 101 invånare, varav 40 finländare, 33 ryssar, 24 karelare och fyra komi.  Under 1930-talet ökade befolkningen till 253 personer 1935 och 713 personer 1939 (inklusive grannorten Näsykkä). 
År 1886 återupprättades Petsamo kloster.  Från 1890-talet började ett mer storskaligt havsfiske därifrån.  Petsamo var vid denna tid efter Salmijärvi i Pasvikdalen Petsamoområdets största tätort. Norr om staden låg den isfria hamnen Linhammar, medan hamnen i själva Petsamo inte var särskilt användbar, eftersom båtarna kunde nå bryggan endast under högvatten. Petsamos hamn var huvudsakligen hamn för småskaliga fiskare.

## Petsamo under och efter första världskriget
År 1918 anlände brittiska trupper till Petsamo, vilka till en början stödde bolsjevikerna. Ryssarna och britterna hindrade i april 1918 Finland att lägga området under sig.  Därefter stödde britterna den vita ryska sidan, men lämnade området i oktober 1919. Finland lyckades under en kort period i början av 1920 hålla en bit av området vid Petsamofjorden, men tvingades bort av röda trupper. Med fredsfördraget i Tartu den 14 oktober 1920 tillerkändes Finland området, och tog över den 14 februari 1921, efter det att de ryska soldaterna hade lämnat staden föregående natt.
Staden Petsamo var mellan 1921 och 1944 centralort i Petsamo kommun.  Grannbyar var i öster Alaluostari och Näsykkä på andra sidan Petsamoälven och i norr vid Petsamofjorden Trifona. Petsamo låg mycket isolerat. Det närmaste läroverket fanns i Rovaniemi.

## Petsamo under andra världskriget
Under vinterkriget evakuerades befolkningen och Sovjetunionen ockuperade området. Efter freden kom staden åter under Finland och verksamheten i staden, inklusive utbildningen i den  av kriget skonade skolbyggnaden, återupptogs. Med fortsättningskriget blev staden från hösten 1941 bas för tysk militär

År 1940 upprättades ett kungligt svenskt vicekonsulat i Petsamo, vilket leddes av sjökaptenen i Sveabolagets tjänst vicekonsul Carl Johan Andersson (född 16 augusti 1899 på Gräsö), vilken var stationerad i Petsamo.

## Bildgalleri

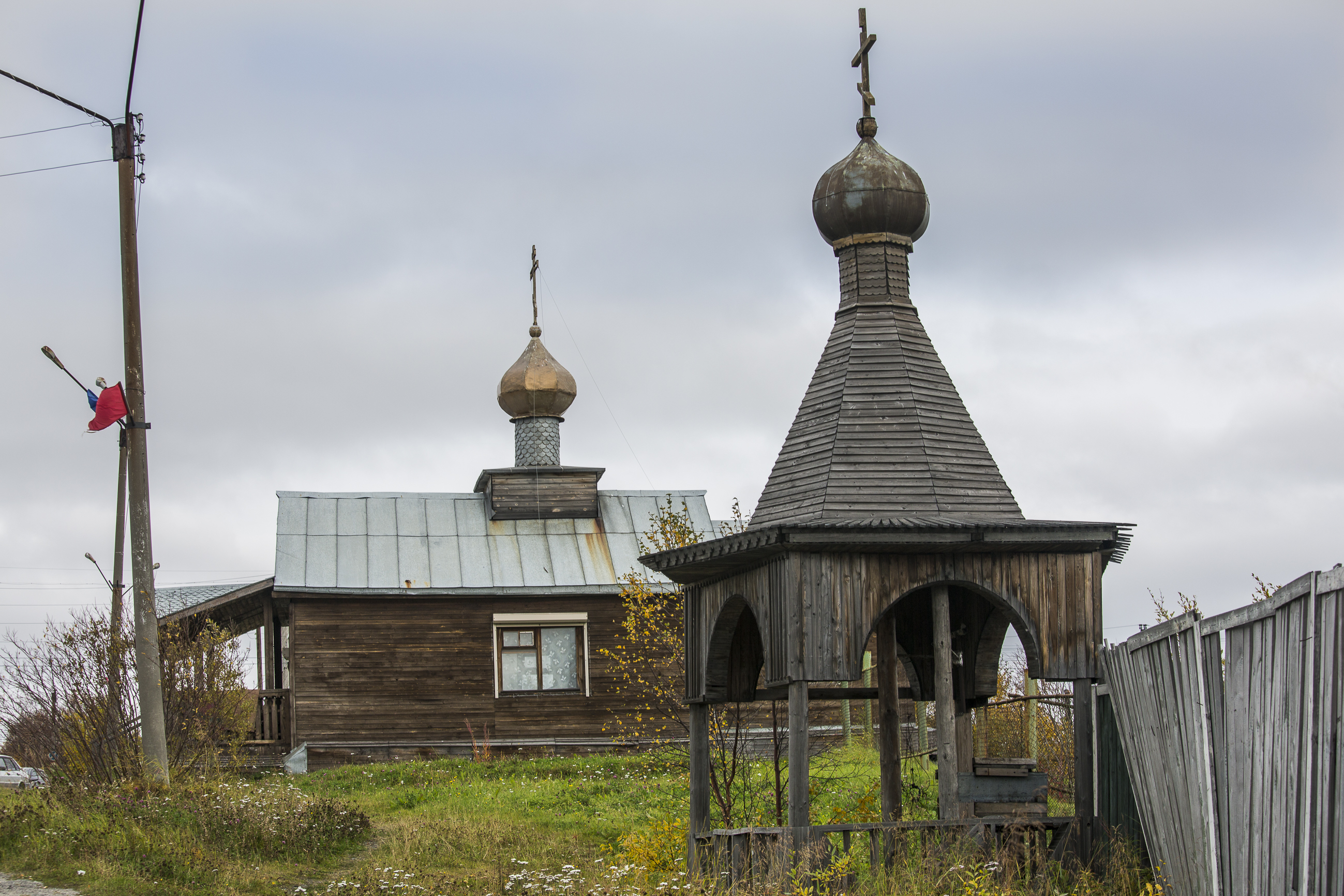
Ortodoxa kyrkan i Petsamo